# Menopur
Menopur es una medicación hormonal del tipo de las menotropinas o gonadotropina menopáusica humana (HMG), que se obtiene de la orina de mujeres menopáusicas y se usa para el tratamiento de los problemas de fertilidad.

## Descripción y uso
Las mujeres posmenopáusicas presentan un estado hipergonadotrópico, es decir, que tienen niveles elevados de las hormonas folículo estimulante (FSH) y luteinizante (LH) en la sangre. Estas dos hormonas pueden estar presentes, junto a otras hormonas como la gonadotropina coriónica humana (hCG) y algunas sustancias proteicas, en la orina de estas mujeres Menotropins at the US National Library of Medicine Medical Subject Headings (MeSH) Lunenfeld B. "Historical perspectives in gonadotropin therapy". Human reproductive Update 200 10 (6):453-467. doi:10.1093/humupd/dmh044. Retrieved 2013-11-25.
En 1949, Piero Donini encontró un método relativamente simple para extraer las gonadotropinas de la orina y, en 1961, Bruno Lunenfeld las introdujo con éxito para su uso clínico
Las preparaciones de derivados urinarios humanos están expuestas al riesgo teórico de transmisión de infecciones  presentes en las donantes de orina. Sin embargo, el fracaso en para demostrar la  infectividad después de la inoculación intracerebral con la orina de sujetos infectados con la encefalopatía espongiforme transmisible (EET) sugiere que el riesgo asociado a los productos derivados de la orina es meramente teórico
Las gonadotropinas recombinantes (FSHr y LHr) se usan con frecuencia en los tratamientos de fertilidad porque, en teoría, el proceso recombinante permite la producción de FSH o LH  "no contaminada" por otras proteínas que pueden estar presentes después de la extracción urinaria. Sin embargo, existen estudios que señalan una mayor tasa de embarazo cuando se compara la Gonadotropina menopáusica humana altamente purificada (HMG Hp) con la FSHr, en pacientes sometidas a Fertilización In Vitro
); por otro lado, un análisis de Colaboración Cochrane no reveló diferencias importantes en resultados clínicos al comparar la HMG Hp con la FSHr
El Comité de Práctica de la Sociedad Americana de Medicina Reproductiva informó"En comparación con los extractos de origen animal anteriores, los productos de gonadotropinas urinarias y recombinantes altamente purificadas modernos tienen una calidad, actividad específica y rendimiento claramente superior. No hay diferencias confirmados en seguridad, pureza o eficacia clínica entre los diferentes productos de gonadotropinas urinarias o recombinantes disponibles ".
El Menopur es una menotropina altamente purificada (gonadotropina menopáusica humana, HMG-hP), con actividad de la hormona folículo estimulante (FSH) y con actividad de la hormona luteinizante (LH). La gonadotropina coriónica humana (hCG), una hormona presente de forma natural en la orina de mujeres menopáusicas, es el principal contribuyente de la actividad LH de este medicamento.

## Indicaciones
Tratamiento de infertilidad en las siguientes situaciones:
-	En mujeres con insuficiencia ovárica hipo o normogonadotrópica para la estimulación del crecimiento folicular. 
-	En inducción de la ovulación, seguida o no de inseminación artificial (IA) para mujeres con anovulación, incluyendo Síndrome de Ovario Poliquístico (SOP), o en mujeres que no han respondido al tratamiento con citrato de clomifeno.
-	En Técnicas de Reproducción Asistida (TRA), como Fecundación in Vitro con Transferencia Embrionaria (FIV/TE), Transferencia intratubárica de gametos (GIFT) e Inyección Intracitoplasmática de Espermatozoides (ICSI). En las que se realiza hiperestimulación ovárica controlada para inducir el desarrollo de folículos múltiples 
-	En hombres con hipogonadismo hipo o normogonadotrópico: en combinación con hCG para estimular la espermatogénesis.

## Composición cualitativa y cuantitativa
Menopur 75 UI:
Cada vial de polvo contiene menotropina equivalente a 75 UI de actividad FSH y 75 UI de actividad LH
Menopur 600 UI:
Cada vial de polvo contiene menotropina equivalente a 600 UI de actividad FSH y 600 UI de actividad LH.
Menopur 1200 UI:
Cada vial de polvo contiene menotropina equivalente a 1200 UI de actividad FSH y 1200 UI de actividad LH

## Forma de administración
Menopur se administra vía subcutánea (SC) o intramuscular (IM) tras la reconstitución con el disolvente proporcionado. La posología es idéntica para la administración S.C. e I.M

## Propiedades farmacocinéticas
Se ha documentado el perfil farmacocinético de la FSH en Menopur, tras 7 días de dosis repetidas con 150 UI de Menopur en mujeres voluntarias sanas con supresión hipofisiaria; las concentraciones máximas plasmáticas de FSH fueron 8,9 ± 3,5 UI/L y 8,5 ± 3,2 UI/L tras la administración SC e IM, respectivamente. Las concentraciones máximas de FSH se alcanzan a las 7 horas tras inyección subcutánea o intramuscular. Tras la administración repetida, la vida media de eliminación de la FSH fue de 30 ± 11 horas tras la administración SC y de 27 ± 9 horas tras la administración IM La menotropina se elimina principalmente por vía renal. No se han investigado la farmacocinética de Menopur en pacientes con fallo renal o hepático.